# Rhyacophila kawachenpa
Rhyacophila kawachenpa là một loài Trichoptera trong họ Rhyacophilidae. Chúng phân bố ở miền Ấn Độ - Mã Lai.